# 羅昭容
羅昭容是一名華裔美國統計學家，研究領域包括物理科學中的隨機過程、漸近理論和生存分析。她是馬里蘭大學數學系統計學教授。她曾擔任1990年至1991年國際華人統計協會主席，2005年至2008年擔任美國國家科學基金會統計計畫主任。

## 生平
羅昭容出生於中國，1949年移居臺灣。在國立臺灣大學完成本科學業後，她於1966年在加州大學柏克萊分校獲得博士學位，指導教授是呂西安·勒·凱姆。她的論文題目是《流行病隨機模型中的傳染》。她與勒·凱姆合著了《統計學中的漸近學：一些基本概念》（施普林格出版社，1990年；第2版，2002年）。

## 榮譽
羅昭容是國際統計學會會士，也是國際數理統計學會會士。